# Ulice (Zvornik)
Pour l’article homonyme, voir Ulice.
Ulice (en serbe cyrillique : Улице) est un village de Bosnie-Herzégovine. Il est situé dans la municipalité de Zvornik et dans la république serbe de Bosnie. Selon les premiers résultats du recensement bosnien de 2013, il compte 1 902 habitants.